# Tareq Saleh

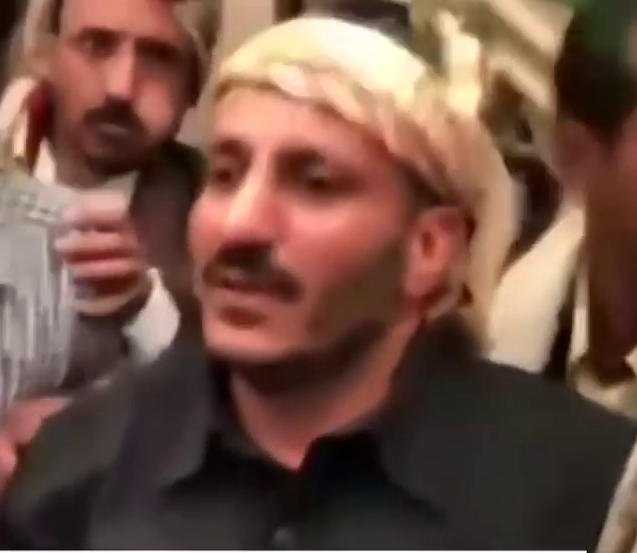
Tarek Saleh em 2018.

Tareq Mohammed Abdullah Saleh (1 de julho de 1970) é um comandante militar iemenita e sobrinho do falecido presidente Ali Abdullah Saleh. 
Liderou a Guarda Presidencial durante a presidência de seu tio até 2011. Em 2012, sob novo presidente Abd Rabbuh Mansur Al-Hadi, recebeu ordens para se retirar desse posto, mas ressurgiu como comandante na aliança Houthis-Saleh quando a Guerra Civil Iemenita eclodiu em 2015. Quando essa aliança entrou em colapso em 2017, Tareq Saleh passou a comandar as tropas leais ao seu tio. Antes do colapso das forças pró-Saleh, a Al Arabiya, de propriedade saudita, relatou que negociações estavam em andamento para formar um conselho militar nas áreas controladas por Saleh, que seria liderado por Tareq.  Após a morte de seu tio, Tareq foi declarado morto.  No entanto, isto nunca foi confirmado, e as forças houthis lançaram uma perseguição contra si. Tareq Saleh escapou da captura e, posteriormente, ressurgiu na província de Shabwah, controlada pelo grupo de Hadi. 
Em 2018, fundou a Resistência Nacional que participa da batalha de Al Hudaydah.